# Port Way
La Via Calleva Atrebatum-Durnovaria, più nota come Port Way (o anche the Portway), fu una strada romana dell'antica provincia della Britannia, che collegava Calleva Atrebatum (Silchester), la capitale degli Atrebati, a Durnovaria (Dorchester).
Più precisamente il nome Port Way si riferisce al tratto di strada tra Calleva Atrebatum e Sorviodunum (il sito abbandonato di Old Sarum) .
A Calleva la strada si raccordava con altri tre percorsi: il percorso che proseguiva fino a Londinium (Devil's Highway), quello che portava fino all'importante città termale di Aquae Sulis, l'odierna Bath, e la Ermin Street, che portava a Glevum (Gloucester).

## Itinerario
La Port Way misurava 58 km da Calleva a Sorviodunum.
A metà di questo tratto, a East Anton, appena fuori da Andover, la via intersecava la strada romana Ermin Street, che collegava Venta Belgarum (Winchester) a Cunetio (Mildenhall) e Corinium Dobunnorum (Cirencester).
Il crocevia di East Anton costituì il nucleo su cui crebbe, dopo la costruzione delle due strade, un piccolo insediamento.

## Costruzione
Tra le due città di Calleva e Sorviodunum, vi sono due punti elevati mutualmente visibili: la Cottington's Hill, da cui si può vedere Silchester, e la Quarley Hill, dalla quale si può vedere Old Sarum.
Si ritiene verosimile che su queste sommità vi fossero dei punti di osservazione della strada.
Un tratto della strada in eccellente stato di conservazione fu rinvenuto e attentamente indagato in prossimità dell'Amesbury branch railway, dove il tratto stradale è rimasto libero da costruzioni.
Durante la costruzione, il suolo superficiale era stato rimosso ed era stato collocato uno strato di breccia di gesso, posizionata a schiena d'asino per garantire uno spessore di 18 cm al centro.
Su questo strato, fu posizionato uno strato di grandi selci, spesse circa 7,5–10 cm, sopra il quale era sparso uno strato di ghiaia locale spesso 30 cm con bombatura al centro della strada.
Ai due lati erano due fossati a V, che distavano dalle corrispondenti crepidini, rispettivamente, 9,75 m per quello meridionale e 10,45 m per quello settentrionale. Di conseguenza, la sede stradale era complessivamente ampia 25,75 m (misura fra i centri dei due fossati).